# Zec Mazana
Pour les articles homonymes, voir Mazana.
La zec Mazana est une "zone d'exploitation contrôlée" (zec) située dans le territoire non organisé de Lac-de-la-Pomme, dans municipalité régionale de comté (MRC) Antoine-Labelle, dans la région administrative des Laurentides, au Québec, au Canada.
La zec Mazana a été créée en 1978 pour prendre la relève des clubs privés. L'administration de la zec est confiée à l'Association de chasse et pêche de Sainte-Agathe-des-monts, soit un organisme sans but lucratif. En 2014, une nouvelle association a été mandatée pour continuer l'administration de la zec. La mission de la zec est d'exploiter le territoire, notamment son accessibilité.

## Géographie
La zec Mazana est située en milieu forestier, dans les montagnes des Laurentides, au nord du Parc national du Mont-Tremblant. Elle est bordée au nord et à l'ouest par la zec Normandie, au sud-est par la zec Boullé, et au sud par la Zec de la Maison-de-Pierre. Sa limite Est est située à 6 km à l'ouest du centre de Manawan. La pointe extrême à l'est du territoire de la zec est situé à 1,4 km de la Montagne Kaoskiwonatinak (596 m) laquelle fait partie de la Zec Boullé.
La plus proche municipalité est Saint-Michel-des-Saints, situés à 44 km au sud-est (en ligne directe de la limite est de la zec). La zec se situe à 60 km au nord de Lac St-Paul dans la municipalité régionale de comté (MRC) Antoine-Labelle.
La zone d'exploitation contrôlée (zec) de  Mazana a une superficie de 734 km2 et compte plus de 200 lacs. Long de 11 km et large au maximum de 1,7 km, le lac Mazana est le plan d'eau principal de la zec. Il se déverse par le sud-ouest dans la rivière Mazana laquelle a une longueur de 35 km. Sur son parcours, le courtant traverse plusieurs lacs: Bélisle, Châtillon, Bruneau et au Pin. Ce dernier lac reçoit les eaux de la rivière du Lièvre (par le nord) et de la rivière Mazana (par l'est). Sur son parcours, la rivière Mazana recueille les eaux des ruisseaux Séré et du Line. Le lac Mazana est situé à l'extrême est; l'une de ses baies est située à 6 km au sud-ouest de Manawan. Plusieurs lacs de la zec sont dotés de rampe de mise à l'eau.
Les principales rivières de la zec sont: rivière du Lièvre (au sud-ouest), rivière Mazana (qui traverse la zec d'est en ouest), ruisseau Séré (au centre), Ruisseau Line (au nord), ruisseau Klock (à l'Est) et la rivière Métabeskéga (à l'Est).
Le territoire de la zec est accessible par la route forestière R1555, en provenant de Sainte-Anne-des-Lacs ou de Lac-Pérodeau. La piste fédérée de quad/motoneige traverse la zec du nord au sud; ainsi que la branche du sentier menant à Manawan.
Trajet pour atteindre le poste d'accueil de la zec, situé près du lac du Trèfle (au sud-ouest du territoire): en provenance de Montréal, prendre la route 117; après le village de Lac-Saguay tourner à droit vers Chutes-St-Philippe, direction Lac-St-Paul via le chemin du progrès. À la croix blanche, tourner à droite sur le chemin Pérodeau. Le poste d'accueil est à 50 km. Dans cette zec, le camping Renard (situé au lac au Renard) est accessible en VTT.

## Chasse et pêche
Sur la zec, les amateurs de plein air peuvent pratiquer diverses activités récréatives tels des randonnées en forêt, randonnées en quad/VTT, camping sauvage, la cueillette de petits fruits sauvages, canot/kayak en rivière, la pêche, la chasse, l'observation du paysage, de la flore et de la faune.
Compte tenu du caractère sauvage du territoire de la zec, le gibier est abondant. Les espèces contingentées sont : orignal, ours noir, gélinotte, tétras et le lièvre. Les quotas de chasse s'appliquent selon les périodes de l'année, le type d'engin de chasse, le sexe des orignaux, les secteurs. Les chasseurs doivent se référer au règlement en vigueur en consultant le site Internet de la zec.
Les plans d'eau foisonnent de poissons. La pêche sportive est très répandue pour les espèces suivantes qui sont contingentées: l'omble de fontaine (truite mouchetée), le touladi (truite grise), le doré et le brochet.

## Toponymie
Le spécifique "Mazana" se réfère à quatre lieux ou territoire, tous localisés dans la municipalité régionale de comté (MRC) d'Antoine-Labelle: zec Mazana (zone d'exploitation contrôlée), l'étang Mazana, le lac Mazana et la rivière Mazana (située dans le territoire non organisée du Lac-Oscar).
Le toponyme "Zec Mazana" a été officialisé le 5 août 1982 à la Banque des noms de lieux de la Commission de toponymie du Québec.